# Филипович, Мирко
Ми́рко Фили́пович (хорв. Mirko Filipović) (род. 10 сентября 1974, Винковцы, Хорватия, Югославия) — хорватский боец смешанных боевых искусств (MMA) и профессиональный кикбоксер-тяжеловес, бывший офицер правоохранительных органов Хорватии, в 2003—2007 годах — член хорватского парламента. Прозвище «Кро Коп» (также распространено слитное написание «Крокоп») — сокращение от Croatian Cop (с англ. — «хорватский полицейский») — Филипович получил за службу в антитеррористическом спецподразделении полиции Хорватии «Lučko». 1 марта 2019 года официально объявил о завершении спортивной карьеры в связи с перенесённым микроинсультом.
C 1996 по 2003 года Филипович успешно выступал в К-1, после чего перешёл в Pride Fighting Championships, где 10 сентября 2006 стал победителем Pride Grand Prix 2006 в открытой весовой категории. В 2007 году перешёл в Ultimate Fighting Championship (UFC), а также провел несколько боев за Dream, японскую организацию ММА, созданную после распада Pride. Чемпион K-1 World Grand Prix-2012. Победитель Rizin World Grand-Prix 2016 в тяжёлом весе. Филипович наиболее известен своим левым верхним ударом ногой, феноменально быстрым для спортсмена такого веса и комплекции, с помощью которого он отправил в нокаут многих своих оппонентов и стал одним из рекордсменов по количеству нокаутов с одного удара.

## Спортивная карьера
Филипович увлёкся боевыми искусствами в молодости после просмотров фильмов с участием Брюса Ли. В разорванной войной Хорватии хороших условий для тренировок не было, поэтому поначалу Мирко много тренировался дома. Одним из тренировочных снарядов стала стена дома, по которой молодой Филипович отрабатывал удары ногами, в результате чего родственникам приходилось периодически заделывать дыры.
Тренировки не прошли даром, и в 1996 году Филипович начал профессиональную карьеру бойца, следуя по стопам своего соотечественника Бранко Цикатича. Перед тем как стать профессионалом, Филипович имел общий рекорд в любительском кикбоксинге в 40 побед (31 нокаутом) и 5 поражений. Одновременно с этим, Филипович уже служил в антитеррористическом спецподразделении полиции Хорватии «Удача», за что впоследствии получил прозвище «Кро Коп» — сокращение от «Croatian Cop» (с англ. — «хорватский полицейский»), хотя на ранних стадиях своей карьеры он несколько раз выступал под прозвищем «Tigar» (с хорв. — «Тигр»). Примечательно, что, став известным бойцом, Филипович неоднократно выходил на ринг в футболке с символикой своего спецподразделения ATJ Lučko, вследствие чего идентичные футболки стали популярными среди его болельщиков.

## K-1
В 1996 году в возрасте 22 лет, Филипович принял участие в профессиональном турнире K-1 World Grand Prix Elimination. Одолев финалиста предыдущего года, французского кикбоксера Жерома Ле Банне, Филипович был остановлен в следующем раунде четырёхкратным чемпионом К-1, Эрнесто Хостом. Следующее появление Филиповича в К-1 состоялось три года спустя и ознаменовалось победой над английским бойцом Рикки Николсоном, по прозвищу «Танк». Впрочем, в следующем бою Филипович потерпел поражение, уступив решением швейцарцу албанского происхождения Джавиту Байрами. Несмотря на проигрыш, Филипович получил допуск (англ. wild card) на чемпионат мира, где, ко всеобщему удивлению, нокаутировал известного бойца К-1 Майка Бернардо. В ту же ночь Филипович одержал верх над японцем Мусаси и австралийцем Сэмом Греко, однако вновь был остановлен Хостом. Впоследствии стало известно, что на бой против Хоста Филипович вышел со сломанным ребром, последствием предыдущих боев.
В 2000 году Филипович побил бразильского представителя Кёкусинкай, Глоба Фейтосу, и японского боксёра Хироми Ямаду, тем самым попав в финал турнира Nagoya Grand Prix. В финале Филипович потерпел поражение в первом раунде от ранее битого им Майка Бернардо. Важным фактором победы Бернардо стали травмы Филиповича, полученные на пути к финалу. Филипович вышел на ринг, прихрамывая, и Бернардо целенаправленно атаковал травмированную ногу противника, пока Филипович не смог продолжать бой. Тем не менее, Филипович завоевал огромное уважение болельщиков за мужество и волю к победе. Будучи финалистом турнира, хорват автоматически попал в финальную восьмерку чемпионата Grand Prix 2000, но там в очередной раз проиграл решением Хосту.
В 2001 году, Филипович был неожиданно побит канадским бойцом Майклом МакДональдом в первом раунде. Вскоре после этого, Мирко начал переход в Pride, японскую организацию ММА. Филипович также провел заключительные четыре боя в К-1, одержав победу во всех четырёх матчах. Среди проигравших были такие знаменитые бойцы Марк Хант и Реми Боньяски. Кроме того, Филипович нанёс первое поражение Бобу «Зверю» Саппу, сломав 155-килограммовому американцу глазницу левым кроссом ещё в первом раунде.

## Pride FC
В 2001 году Филипович перешёл в японскую организацию боёв по смешанным правилам (ММА), в качестве причины указав разочарование низкими гонорарами в К-1 и желание испытать самого себя. Годом позже, он также уволился из антитеррористического отряда, чтобы полностью уделить себя спорту.
Его дебютом в ММА стала победа техническим нокаутом над японским борцом Кадзуюки Фудзитой. Дебют Филиповича в Прайде прошёл против другого японского борца Нобухико Такады на Pride 17. Особым условием боя было присуждение ничьей в случае необходимости судейского решения. Ни один из бойцов не смог закончить бой досрочно. Та же история повторилась и в следующем бою против тогдашнего чемпиона в среднем весе — бразильца Вандерлея Силвы. Но в бою с Вандерлеем Мирко явно проиграл по очкам, но его спасли особые условия этого боя. Зато в следующем бою Филипович убедительно победил японскую звезду и любимца японской публики Кадзуси Сакурабу, сломав тому орбиту глаза.
Бой с Сакурабой начал серию побед Филиповича, в процессе которой были нокаутированы или проиграли решением такие бойцы как вышеупомянутый Фудзита, американский борец Хит Херринг, украинский кикбоксер Игорь Вовчанчин и мексиканский реслер Дос Карас-мл.
Победы Филиповича дали ему право сразиться за временный чемпионский титул с экспертом по бразильскому джиу-джитсу Антонио Родриго Ногейрой. Филипович доминировал в первом раунде, результативно атакуя и эффективно защищаясь от попыток Ногейры перевести бой в партер. На последних секундах первого раунда Филипович сумел нанести Ногейре свой коронный удар левой ногой в голову, однако, несмотря на нокдаун, Ногейра не потерял сознание, и во втором раунде все же смог перевести бой в партер, где заставил Филиповича сдаться, проведя рычаг локтя. Впоследствии, Филипович признался в интервью, что причиной поражения стала его чрезмерная уверенность в себе.
В 2004 году Филипович окончательно оставил К-1 и начал сотрудничество с бывшим чемпионом мира по бразильскому джиу-джитсу Фабрисио Вердумом для улучшения своих навыков в борьбе. Результатом стали две последовательные победы над японским и канадским борцами, Йосихисо Ямамото и Роном Уотерманом, в сумме занявшие 3 минуты 49 секунд.
Филипович был неожиданно нокаутирован американским борцом Кевином Рэндлменом на первых секундах поединка на турнире Pride Grand Prix в тяжелом весе в 2004 году. В конце года Филипович взял реванш, поймав Рэндлмена на удушающий приём «гильотина».

### Бой против Фёдора Емельяненко
Филипович неоднократно просил менеджмент Pride устроить ему бой с действующим чемпионом Фёдором Емельяненко. После поражения от Рэндлмена, хорват одержал семь побед подряд, в том числе над младшим, но более крупным (192 см, 116 кг), братом Емельяненко — Александром. Филипович нокаутировал Емельяненко в первом раунде ударом левой ноги в голову.
В августе 2005 года состоялся бой между действующим чемпионом из России и претендентом из Хорватии. Атмосфера, предшествовавшая бою, была накалена обращением Филиповича к Фёдору после боя с Марком Коулменом: «Емельяненко Фёдор, я всё ещё жду, ты следующий!». Кроме того, на сайте Youtube было опубликовано видео, как обычно невозмутимый Фёдор, находясь в раздевалке, смотрит в прямом эфире бой Филиповича с Александром Емельяненко, и нецензурно выражается, особенно глядя как Филипович продолжает наносить удары уже не сопротивляющемуся Александру.
В целом, бой прошёл под диктовку Емельяненко, который выиграл по решению судей после трёх раундов. Филипович чрезмерно осторожничал и значительную часть времени провёл, избегая атак Фёдора. Кроме этого, хорват продемонстрировал проблемы с выносливостью, и был заметно истощён уже во втором раунде. Филипович, выступив по национальному хорватскому телевидению, пояснил, что выдохся из-за недостатка сна и разницы во времени между Хорватией и Японией. Впрочем, Фёдор Емельяненко также находился не на пике формы. В частности, он не мог в полную силу бить правой рукой из-за травмы кисти.

### Чемпионский титул
В 2006 году Филипович вступил в гонку за звание чемпиона Pride Grand Prix в открытой весовой категории. Примечательно, что во время этого турнира он сказал фразу, ставшую нарицательной среди его поклонников, лаконично охарактеризовав свои способности: «Правая нога — больница, левая нога — кладбище». На первых стадиях турнира в мае и июле Филипович одержал две победы техническим нокаутом, над рестлером Икухисой Миновой и дзюдоистом Хидэхико Ёсидой.
10 сентября, в свой 32-й день рождения, Филипович выиграл финал турнира, одержав победу в двух боях за один вечер. В первом матче Филипович нокаутировал левой ногой в голову тогдашнего чемпиона в среднем весе Вандерлея Сильву, а во втором — заставил Джоша Барнетта сдаться от ударов. Эта победа стала единственной в карьере Филиповича, которая принесла ему широко признанный чемпионский пояс в ММА.

## UFC
После победы Филиповича на Grand Prix 2006, ожидаемый реванш между ним и Фёдором Емельяненко, не состоялся: 12 декабря 2006 года Филипович снялся с заключительного мероприятия года, заявив о травме ступни, а также указав на согласие Фёдора Емельяненко провести бой с Марком Хантом. На своем официальном сайте Филипович сказал: «Я по-прежнему не могу бить ногой как хотелось бы. Будет лучше, если я залечу травму. Я хочу быть в идеальной форме для следующих боев». Также в декабре по Интернету поползли слухи, что Филипович рассматривает предложения от других организаций. В итоге, было объявлено о том, что Филипович переходит в UFC. На пресс-конференции после UFC 66 30 декабря того же года президент UFC, Дана Уайт, официально объявил, что Филипович подписал двухлетний контракт на шесть боёв с UFC. Также было объявлено, что Филипович дебютирует в октагоне на UFC 67 против малоизвестного бойца — Эдди Санчеса. Филипович одержал победу в первом раунде техническим нокаутом.
Следующий бой Филиповича состоялся на UFC 70 в Манчестере, Англия. Противником хорвата стал обладатель чёрного пояса по бразильскому джиу-джитсу Габриэл Гонзага. Гонзага, который как и Санчес, был не так известен широкой публике, шокировал зрителей, нокаутировав Филиповича на последних секундах первого раунда ударом ноги в голову. Во время падения на настил, потерявший сознание Филипович повредил голеностоп и порвал одно из коленных сухожилий.
Очередной бой Мирко состоялся 8 сентября 2007 года на UFC 75, где хорват встретился с французским кикбоксером Чейком Конго и проиграл единогласным решением. В интервью после боя Филипович сказал, что получил трещину в ребре и три запрещенные удара коленом в пах, что во многом предопределило исход матча. Филипович, который готовился к бою с Реми Боньяски, Гилбертом Айвелом и чемпионом Abu Dhabi Combat Club-2003 Дином Листером под руководством Ивана Ипполита, объявил о возвращении к старому тренеру, Марьяну Зизановичу, с которым работал в К-1.

## Dream
12 февраля 2008 года Филипович через свой блог объявил о планируемом визите в Японию. С развалом Pride, менеджеры организаций К-1 Hero’s, Fight Entertainment Group (FEG), и Yarennoka основали новую организацию под названием Dream, в которую был приглашен Филипович. Хорват заявил об окончании своей карьеры в UFC и намерении принять участие в боях в Японии, на что Дана Уайт отреагировал в свойственной ему эксплетивной манере, обвинив хорвата в обмане и нарушении договора.
После долгих размышлений и выбора среди многих возможных противников, в числе которых рассматривались Ёсихиро «Поцелуй» Накао и Юн Дон Сик, FEG подтвердила 11 марта 2008 года, что Филипович встретится с японцем Тацуей Мидзуно через четыре дня. На момент проведения боя, рекорд Мидзуно составлял три победы и два поражения
На вопрос касательно договора Филиповича с UFC, продюсер Dream Кэйити Сасахара ответил: «Хотя я не могу разглашать детали его контракта, никаких связанных с этим проблем в будущем не предвидится». Сам Филипович давал весьма расплывчатые ответы на этот вопрос, не исключая возможности вернуться в UFC в будущем.
«Ну, как вы все знаете, у меня был плохой период, я проиграл последние два боя», — сказал Мирко. — "Я не хочу, чтобы кто-то думал, что я убегаю от UFC, но я много думал о продолжении своей карьеры и, я думаю на данный момент, Dream — правильное место для меня. «Кроме того, мне никогда не нравилось драться в клетке. Я всегда любил драться на ринге. Во-вторых, мне всегда нравилось драться в Японии. Япония для меня как второй дом — в Японии я чувствую себя как дома. Все эти причины привели меня сюда, и я очень счастлив, что буду драться здесь, в Японии. Но, конечно, когда-нибудь, я не знаю когда, я точно вернусь в UFC, чтобы доказать, что у меня был просто неудачный период. Теперь я полностью здоров, физически и морально, морально — важнее всего».
15 марта 2008 года Филипович одержал победу над Мидзуно техническим нокаутом меньше, чем за одну минуту.
Следующим его противником должен был стать Жером Ле Баннер на Dream 5, но из-за небольшой травмы ноги Филиповича, бой был перенесен. Однако, позже на сайте Филиповича было сказано, что он не сможет драться из-за старой травмы локтя, нуждавшемся в операции, которая была проведена в июле.
На Dream 6, в сентябре 2008 года, Филипович вышел на ринг против голландского бойца Алистара Оверима. Оверим доминировал, в то время как атаки Филиповича были преимущественно безрезультатными. Кроме того, Оверим сумел дважды бросить хорвата на пол и рассек ему бровь. Однако, наряду с этим голландец нанес Филиповичу несколько непреднамеренных ударов коленом в пах, вследствие чего бой был остановлен без присуждения результата. Филипович стремился продолжить бой, однако доктор вынес запрет на продолжение. После боя Филипович сказал, что рассчитывал на длинный бой, в конце которого он планировал нокаутировать Оверима. Также он отметил разочарование исходом, сказав: «Я зол, что бой так окончился. Создалось впечатление, что он доминировал, однако, мне ни на секунду не угрожала опасность, и я выжидал момент. Я очень хорошо подготовился, потому что думал, что это будет затяжной бой. Я думал, что свалю его в конце».
На декабрьском FieLDS Dynamite!!-2008 Филипович одержал победу над корейцем Чхве Хон Маном, которому уступал 30 сантиметров в росте и 50 килограмм в весе. Победный лоу-кик попал в подколенную впадину корейцу. После боя Филипович объявил о необходимости лечения своей старой травмы колена.

## Возвращение в UFC
Пресс-релиз от 18 мая, опубликованный на официальном сайте Филиповича и на его аккаунте на сайте MMAid, сообщил о планируемом возвращении Мирко в UFC. Назначенным противником стал Мустафа Аль-Тюрк на UFC 99. Во время боя Филипович отправил противника в нокдаун в первом раунде и, в целом, смотрелся предпочтительнее, однако концовка боя получилась противоречивой: хорват непреднамеренно ткнул Аль-Тюрку пальцами в глаза, после чего тот не смог продолжать бой. Судья не заметил нарушения правил, и Филиповичу была присуждена победа техническим нокаутом, так как хорват продолжал наносить удары, а Аль-Тюрк перестал защищаться.
После боя с Аль-Тюрком, Филипович должен был лететь обратно в Японию для встречи с Сиалой «Mighty Mo» Силигой на Dream 10. Однако, 3-го июля пронеслась информация, что совладелец UFC, Лоренцо Фертитта, лично прилетел в Загреб, где сделал Филиповичу «предложение, от которого тот не смог отказаться». Позже Фертитта подтвердил, что Филипович действительно согласился подписать контракт на три боя в UFC.
На UFC 103 Филипович встретился с бразильским ударником, Джуниором Дос Сантосом. Филипович с трудом сопротивлялся агрессивному бразильцу, а в третьем раунде пропустил удар в левый глаз, после чего вербально сдался, сказав рефери «Я не вижу». После боя, Филипович прокомментировал своё выступление, сказав, что ему «хочется повеситься в своем гостиничном номере», однако через несколько дней его настроение было заметно бодрее, когда он сказал, что бои — это единственная жизнь, которую он знает, и он хочет продолжать драться. Кроме этого Филипович сказал: «Во время подготовки к бою с Дос Сантосом, я кое-что сделал неправильно, и найду силы и мотивацию, чтобы вернуться.»
С того момента Филипович произвел кардинальные перемены в своей тренировочной команде Team CroCop. В частности, Марьян Зизанович был вновь уволен с должности главного тренера, и его место повторно занял Иван Ипполит, с которым Филипович уже работал, готовясь к бою против Чейка Конго. Также команду покинул старый друг и давний спарринг-партнёр Филиповича — Игорь Покраяц. Также Филипович сказал, что в 2010 году планирует провести по крайней мере три боя, что впоследствии и сделал.
21 февраля Филипович должен был встретиться с Беном Ротвеллом на UFC 110, однако, за несколько дней до боя Ротвелл снялся из-за болезни. Быстрая замена была найдена в лице австралийского бойца Энтони Пероша. Перош проиграл Филиповичу техническим нокаутом по окончании второго раунда из-за сильного рассечения, впрочем самому Филиповичу также потребовались швы.
В следующем бою Мирко выступал против молодого и перспективного Патрика Бэрри, который, как и он, изначально занимался кикбоксингом и выступал в K-1. Пат утверждал, что Мирко входит в пятёрку его любимых бойцов и если он подойдет к нему взять автограф, не нужно расценивать это как шутку. Бой, проходивший в Ванкувере, чуть было не сорвался, так как Филипович был задержан местными пограничниками на паспортном контроле. Филиповича в общей сложности задержали на шесть часов и допрашивали касательно его деятельности в антитеррористическом подразделении Lučko, к которому он присоединился через несколько лет после войны в Хорватии, но, в итоге, всё же отпустили.
В первом раунде Бэрри пробил несколько хороших лоукиков, а точные удары в челюсть дважды отправляли Крокопа в нокдаун. Несмотря на это, Пат не бросался на добивание и оба раза позволял Филиповичу встать. Раунд прошёл в дружеской атмосфере, и бойцы даже обнялись и пожали друг другу руки прямо во время боя. Во втором раунде Бэрри подустал, а Мирко наоборот выровнял бой, продемонстрировав не только пару своих фирменных хайкиков левой, но и неожиданную работу в партере, которой на протяжении карьеры Филипович старался избегать. Третий раунд стал настоящим откровением для знатоков MMA — Филипович доминировал в партере и закончил бой совершенно неожиданным удушением, заработав бонус за Лучшую победу вечера сдачей (англ. Submission of the night). Любопытно, что автограф Бэрри так и не получил, что, впрочем, не помешало бойцам обменяться телефонами, а Бэрри впоследствии присоединился к тренировочному лагерю Мирко.
Следующий бой Филиповича состоялся на UFC 119 против Фрэнка Мира. Филипович заменил выбывшего из-за болезни Антониу Родригу Ногейру. Достаточно вялый бой завершился поражением для Мирко: в конце третьего раунда Крокоп, атакуя, получил удар в голову коленом на контратаке от Мира.
19 марта 2011 года Мирко Филиппович встретился с молодым перспективным бойцом Брэнданом Шаубом в рамках турнира UFC 128: Shogun vs Jones. В третьем раунде Мирко пытался провести свой знаменитый левый хайкик, но Шауб контратаковал ударом с правой, отправив ветерана во второй подряд нокаут. 29 октября Мирко провёл свой последний бой под эгидой UFC. Его соперником был Рой Нельсон. В первых двух раундах Филипович много атаковал противника, в том числе и своим знаменитым хайкиком, однако никаких результатов это не принесло. В третьем раунде Нельсону удалось достать хорвата ударом в лицо, послав его в нокдаун, после чего американец принялся добивать оппонента и завершил схватку техническим нокаутом. После боя Филипович, потерпевший третье поражение подряд, заявил, что завершает карьеру.

## Возвращение в K-1
После поражения от Роя Нельсона Мирко заявил об уходе из спорта, но позже сказал, что хочет провести ещё несколько боев в K-1 и выиграть K-1 Grand Prix. 12 марта 2012 года на арене в Загребе Мирко Филипович провёл бой против ветерана MMA и K-1 — Рэя Сефо, у которого выиграл единогласным решением судей.
27 мая 2012 года в первом туре World Grand Prix Мирко встретился с бойцом из Испании, Лореном Хавьером Хорхе, которого отправил в нокаут левым апперкотом на последних секундах второго раунда.
15 марта 2013 года Филипович (в возрасте 38 лет) стал победителем K-1 World Grand Prix, выиграв за один вечер три боя.

## «Legend» — Бой против Алексея Олейника
8 ноября 2013 года в Москве состоялся бой Мирко Кро Копа против Алексея Олейника. Данный поединок был несколько раз на грани срыва, поскольку изначальным противником Мирко Филиповича был назначен Александр Емельяненко, подобная встреча изначально рекламировалась промоутерами как возможность реванша для Александра и такая же возможность для Кро Копа отстоять свою прошлую победу. Однако в данном формате бой не состоялся, так как Александр Емельяненко был снят с поединка и договор с ним расторгнут. Предстоящий поединок был уже широко разрекламирован в Российском спортивном сегменте и отменять его не стали. Выйти на ринг согласился Алексей «Удав» Олейник — российский боец. Мастер спорта России международного класса по боевому самбо.
Перед боем атмосфера была довольно напряжённая, ставки разделились. Рисунок боя стал неожиданным — сильный прежде в удержании стойки Мирко Филипович в самом начале не смог поставить защиту против борцовской техники Олейника, Алексей уверенно раз за разом выходил на сближение и делал тесный клинч, стараясь перевести Кро Копа в партер. В итоге он смог полностью лишить Мирко какой бы то ни было ударной инициативы, навязав свою стратегию поединка. В конце первого раунда Олейник смог повалить Кро Копа в невыгодном для него варианте, Филипович пытался вывести позицию с бока на спину, чтобы удерживать ногами находящегося на нём Олейника, но Олейник не позволил это сделать и провёл удушающе-болевой приём — ущемление диафрагмы.

## Inoki Genome Federation — два боя с Сатоси Исии
23 августа 2014 года Филипович одержал победу в промоушене en:Inoki Genome Federation (IGF) над бывшим золотым медалистом Олимпиады-2008 по дзюдо Сатоси Исии и стал чемпионом IGF. Бой был остановлен по требованию доктора.
Филипович должен был снова встретиться с Сатоси Исии 31 декабря 2014 года в Inoki Genome Federation. Однако, матч-реванш был отменен из-за травмы ребра, которую получил Исии. Тем не менее Филипович остался в карде и были организованы поиски нового соперника. 1 декабря появилась новость, в которой сообщалось, что Исии сможет восстановиться от травмы в срок, чтобы провести поединок назначенный на первоначальную дату и вновь было официально объявлено о матче-реванше. Филипович победил Исии техническим нокаутом, нанеся точный хэдкик и серию ударов руками на последних секундах второго раунда. Исии спас гонг, но в связи с тем, что он не смог самостоятельно дойти до своего угла ринга, рефери присудил ему поражение техническим ноукатом. После своего возвращения в UFC, Филипович был лишен чемпионского титула IGF 23 января 2015 года.

## Уход из кикбоксинга и третий контракт с UFC
20 января 2015 года интернет-издание Bloody Elbow сообщило, что Кро Коп вновь подписал контракт с UFC. Несколькими днями ранее, генеральный директор американского промоушена Bellator ММА Скотт Кокер также выражал заинтересованность в подписании контракта с чемпионом IGF..
11 апреля 2015 года на UFC Fight Night 64 состоялся матч-реванш с Габриэлем Гонзагой. Проиграв первые два раунда, Филипович нанёс точный удар локтем в клинче, который потряс Гонзагу и закончил бой техническим нокаутом после нанесения серии добивающих ударов локтями и кулаками в партере за полторы минуты до конца третьего раунда. Оба бойца получили награду «Лучший бой вечера».

## Уход из MMA и нарушение антидопинговых правил
Ожидалось, что Филипович встретится с Энтони Хэмилтоном 28 ноября 2015 года на UFC Fight Night 79. Однако, 10 ноября было объявлено, что Филипович отказался от боя и внезапно объявил о завершении карьеры в ММА. Позднее, 11 ноября 2015 года, Антидопинговое агентство США (USADA) уведомило Мирко Филиповича и UFC, что он временно отстранен в связи с возможным нарушением антидопинговых правил. На следующий день в своём заявлении Филипович подтвердил, что он использовал гормон роста человека для лечения травмы плеча и признал это перед UFC. 25 ноября USADA отстранило Филиповича от участия в боях по правилам ММА на два года. 20 июля 2016 руководство UFC объявило о прекращении сотрудничества с Филиповичем и отмене оставшихся по контракту поединков.
Мирко Филипович считается одним из величайших бойцов, так никогда и не выигравших титул UFC. Он входил в ТОП-10 тяжеловесов ММА с июля 2002 по январь 2008 года, достигнув 2-го места в рейтингах в мире после его победы в финале Pride Grand Prix 2006 согласно FightMatrix.

## Возвращение в ММА. Rizin FF
В июле 2016 года Филипович объявил, что решил вернуться в ММА и планирует провести поединок в Японии на турнире под эгидой японского промоушена Rizin FF. На турнире с открытой весовой категорией состоявшемся 25 сентября 2016 года в Токио, в котором приняли участие 16 бойцов, Мирко Филипович победил удушающим приёмом в первом раунде корейского бойца Мюнг Хюн Мана.
29 декабря 2016 года в четвертьфинале турнира КроКоп должен был встретится с Вандерлеем Сильвой, это должна была быть их третья встреча в карьере. Но впоследствии Сильва отказался от боя. Заменить Вандерлея Сильву согласился Мухаммед «Кинг Мо» Лаваль, несмотря на то, что он провёл свой последний поединок 16 декабря против Сатоси Исии на Bellator 169.
29 декабря 2016 года Мирко в четвертьфинале Гран-при Rizin FF 2016 во втором раунде техническим нокаутом победил американского бойца Кинг Мо, затем 31 декабря в полуфинале в первом раунде ударом колена в корпус одержал победу над эстонским сумоистом Кайдо «Баруто» Хоовелсеном. Соперником Мирко по финалу Гран-при Rizin стал иранский боец, чемпион по греко-римской борьбе Амир Алиакбари. Поединок продлился всего лишь несколько минут. Первые минуты первого раунда, бойцы провели в осторожной манере, без особо активных действий в ринге. Однако, в середине пятиминутки, Крокоп нанес встречный левый боковой, после которого Алиакбари оказался на канвасе ринга. Поднявшись на ноги, Амир тут же пропустил ещё один удар левой от Крокопа, после чего вновь оказался на земле. После серии добивающих ударов по противнику Крокоп поставил точку в данном поединке.

## Стиль боя
Филипович является классическим представителем гибридного стиля ММА «Растянись и дерись» (англ. Sprawl-and-brawl). Исходя из своего кикбоксерского прошлого, Филипович традиционно стремится вести бой в стойке и достаточно редко работает в партере, тем самым используя свои сильнейшие стороны, а именно, удары руками и ногами. Свою выдающуюся технику ударов ногами сам Филипович однажды охарактеризовал фразой «правая нога — госпиталь, левая — кладбище». Учитывая специфику правил ММА, Филипович был вынужден натренировать защиту от проходов в ноги, в чём значительно преуспел: перевести Мирко в партер стало сложной задачей даже для таких мастеров борьбы как Марк Колман и Антонио Родриго Ногейра.
Стандартный рисунок боя в исполнении Филиповича заключается в следующем: Мирко ходит по рингу за соперником, атакует ноги лоукиками или бьет по корпусу, держит оппонента на расстоянии ударами рук и выжидает момент для удара ногой в голову. Со времён боя с Фёдором Емельяненко, эта тактика стала менее успешной: тренерский штаб Емельяненко выявил, что Мирко испытывает большие затруднения, если соперник постоянно на него «давит» и заставляет отступать, тем самым лишая Филиповича возможности нанести свой коронный удар. Этой же стратегической находкой впоследствии воспользовались Габриэл Гонзага, Чейк Конго и Джуниор Дос Сантос, выигравшие бои против Филиповича.

## Личная жизнь
Филипович родился в Винковцах, Хорватия в семье Жарко и Аны Филиповичей. В своем профиле на сайте UFC Мирко называет отца «своим героем». В настоящее время живёт в Загребе с женой Клаудией и сыновьями Иваном и Филипом. В ноябре 2003 года Филипович был избран в парламент Хорватии, где проработал до 2007 года, уделяя особое внимание вопросам финансирования правоохранительных органов. По окончании срока он объявил о своём желании вернуться в антитеррористический отряд Lučko. Также Филипович пробовал себя в кино, сыграв главную роль в фильме «Высшая власть» (2005), а кроме этого выступал за хорватский футбольный клуб «Цибалия».
Филипович обладает весьма своеобразным чувством юмора, что не раз освещалось в средствах массовой информации. Например, японских журналистов, приехавших снимать о нём документальный фильм, он встретил, инсценировав остановку автомобиля вооружёнными бандитами, а однажды сильно напугал комментатора боёв Pride, Мауро Раналло, обвинив его в плохих комментариях в свой адрес. Одной из любимых шуток Филиповича является обливание других людей водой. В частности, останавливаясь в японских отелях, он неоднократно стучался в первый попавшийся номер и, когда ему открывали дверь, выплёскивал на постояльца бутылку воды.